# Rheumafaktor
Rheumafaktor (RF eller RhF) er et autoantistof (antistof rettet mod en organismes eget væv), der er mest relevant ved leddegigt.

## Fortolkning
IgM-RF er en undersøgelse for specielle antistoffer i blodet, og undersøgelsen anvendes først og fremmest til at skelne mellem kronisk leddegigt med og uden disse antistoffer. Ved de fleste patienter med kronisk leddegigt findes antistofferne på et tidspunkt i blodet. Antistofferne kan også ses ved andre sygdomme, hvor immunsystemet spiller en rolle samt ved en del kroniske infektionssygdomme. Man kan i øvrigt måle antistofferne hos 5 % af raske personer.